# Taddeo di Bartolo
Taddeo di Bartolo (Siena, 1362 – Siena, 26 agosto 1422) è stato un pittore italiano della scuola senese.

## Vita e opere

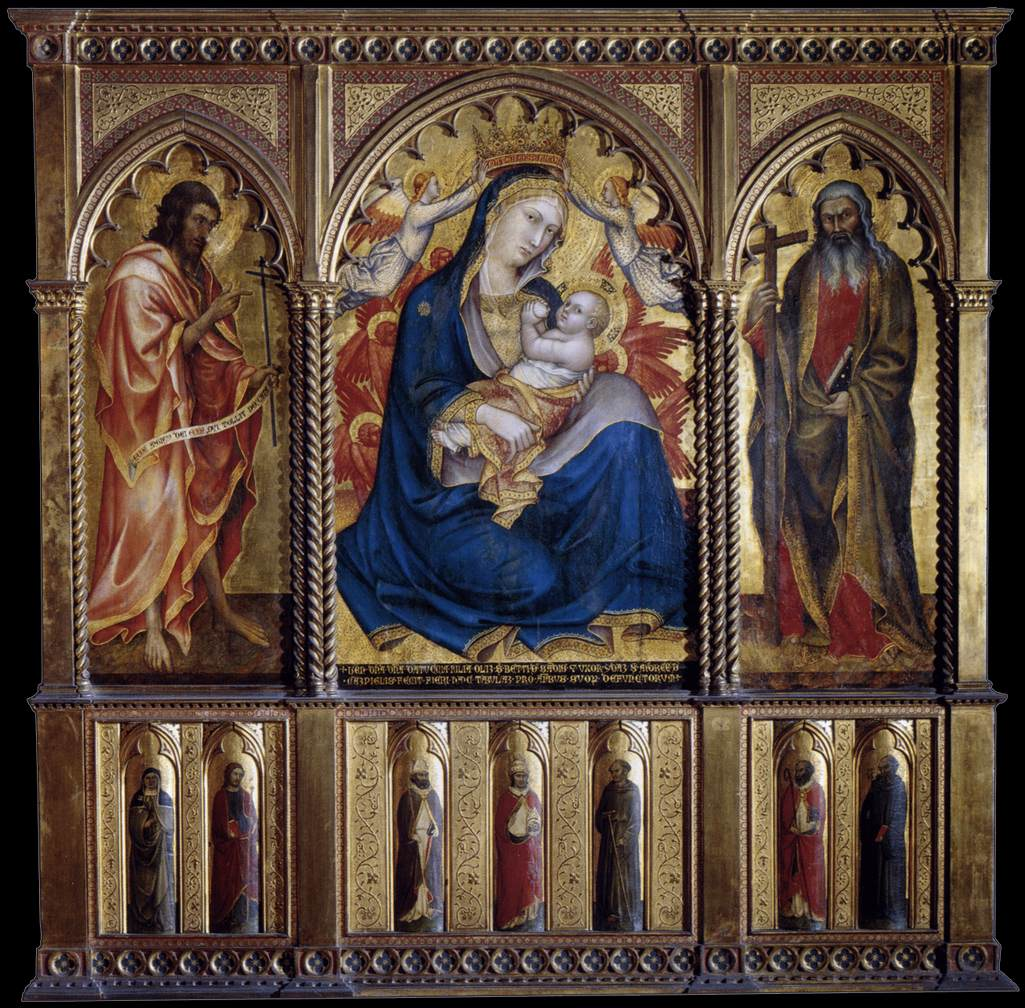
Taddeo di Bartolo, Madonna col Bambino, San Giovanni Battista e Sant'Andrea, Budapest, Szépművészeti Múzeum, 1395

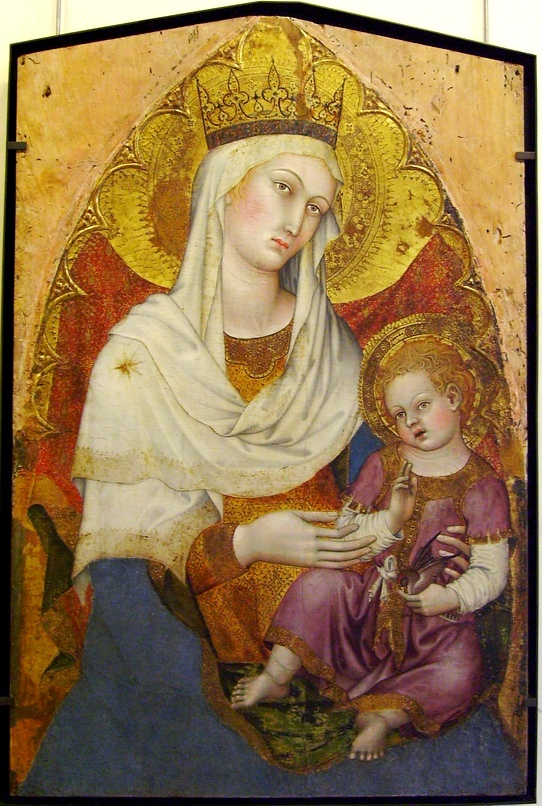
Madonna col Bambino, Avignone, Musée du Petit Palais, 1400 ca.

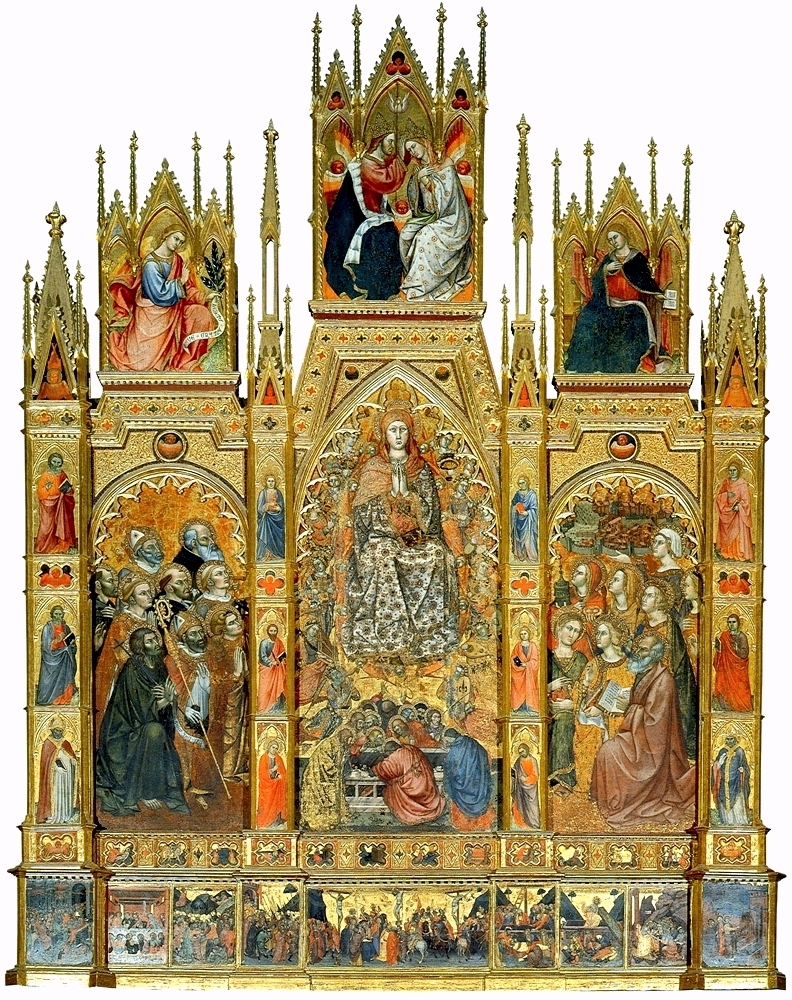
Trittico per il Duomo di Montepulciano, 1401

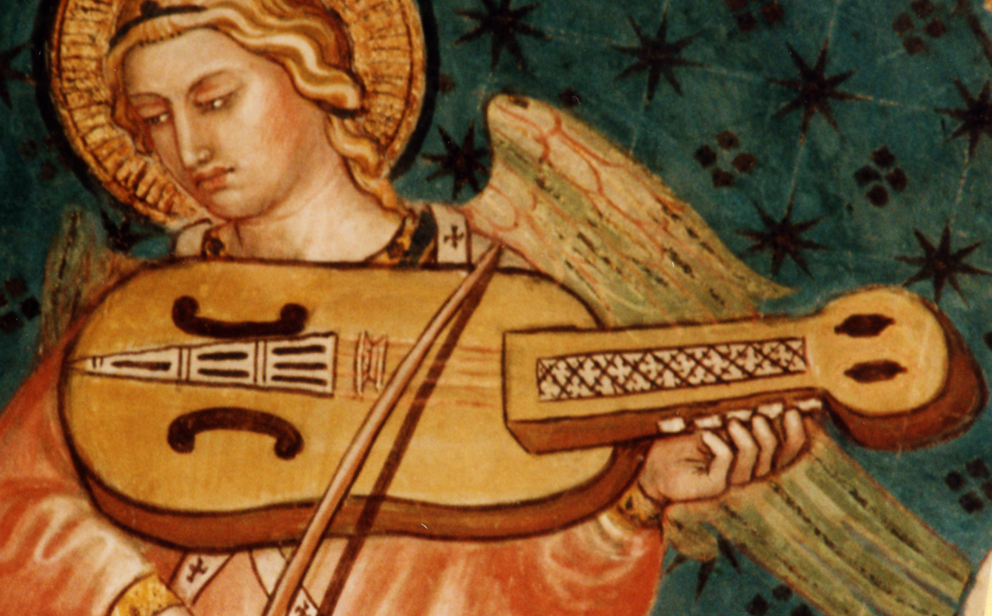
Cappellina di Palazzo Pubblico, Siena, angelo con viola a chiavi, la prima immagine in tutto il mondo che senza dubbio è un nyckelharpa.

Era figlio di un certo Bartolo di Mino barbiere e non del pittore Bartolo di Fredi, come riteneva il Vasari, e quindi non fratello di Andrea di Bartolo. Fu attivo anche nella vita pubblica della sua città e ricoprì alcune importanti cariche.
Neanche la madre sapeva della carriera intrapresa dal figlio.
Nel 1389 risulta già iscritto nella Matricola dei pittori senesi e a quell'anno risale la sua prima opera pervenutaci: si tratta di un polittico con la Madonna col Bambino e Santi dipinto per la cappella di San Paolo a Collegalli, presso Montaione.
Nel 1393 è documentato a Genova, dove Cattaneo Spinola gli commissionava due dipinti per la chiesa di San Luca.
Tra il 1395 e il 1397 fu forse a Pisa: nel 1395 realizzò un polittico per la chiesa di San Francesco a Pisa e una Madonna con Bambino in trono e Santi per la chiesa di San Paolo all'Orto. In quegli anni dovrebbe anche aver realizzato ancora nella cappella Sardi Campigli della stessa chiesa francescana un ciclo di affreschi con Storie della transito di Maria e Santi. Nel 1397 firmò anche il Battesimo di Cristo della Collegiata di Triora (Imperia).
Nel 1400 era nuovamente a Siena dove dipinse un trittico per l'Oratorio di Santa Caterina della Notte e un Giudizio Universale, perduto, per il Duomo della città.
Nel 1401 Taddeo realizzò quello è considerato il suo capolavoro, il trittico per il Duomo di Montepulciano. Il pannello centrale del trittico riporta la monumentale figura della Madonna Assunta attorniata da Angeli, mentre sotto sono visibili i dodici apostoli che si accalcano intorno alla tomba vuota della Madonna. Sopra l'Assunta vediamo l'Incoronazione della Vergine. Le tre scene devono leggersi come una sequenza temporale dal basso verso l'alto con la Morte della Vergine, la sua Assunzione e la sua Incoronazione. I due pannelli laterali raffigurano vari Santi nell'atteggiamento di adorare la figura centrale della Madonna, mentre sui quattro pilastri che delimitano i vari pannelli scorgiamo dodici piccole figure di Dottori della Chiesa (tre per pilastro). Sopra i due pannelli laterali sono riportati l'Angelo annunciante (a sinistra) e la Madonna Annunziata (a destra). La predella in basso raffigura Nove scene della vita di Gesù Cristo mentre sopra la predella abbiamo alcune piccolissime scene dell'antico testamento.
Firmato e datato 1403 è il polittico per la chiesa di San Francesco al Prato a Perugia, poi smembrato e oggi in buona parte conservato alla Galleria Nazionale dell'Umbria: si trattava di una complessa macchina d'altare a doppia faccia con cinque tavole per ogni prospetto e due fiancate dipinte.
A Siena dipinse gli affreschi nel coro del Duomo (perduti), le Storie della vita della Vergine nella cappella del Palazzo Pubblico (1406-1408) e un ciclo di Uomini famosi nell'anticappella (1414-1417). Tra il 1416 e il 1418 ebbe due commissioni dal comune di Siena per realizzare affreschi votivi sopra due porte cittadine.
Artista assai prolifico, fu attivo anche a San Gimignano, dove nella controfacciata nella Collegiata e sulle pareti attigue dipinse un Giudizio Universale (1393, a Colle di Val d'Elsa (nella chiesa di Sant'Agostino, si trova la quattrocentesca Madonna col Bambino), a Volterra, a Orte.
I numerosi spostamenti gli consentirono di conoscere temperie culturali differenti e così il suo stile, inizialmente fortemente debitore della lezione di Simone Martini (per quanto appresa in maniera mediata), si lasciò influenzare da Barnaba da Modena, attivo in Liguria, dai maestri veneti Turone e Altichiero, dal tardogotico fiorente in Umbria grazie a Gentile da Fabriano.
Nel 1422 dettò il proprio testamento e poco dopo morì all'età di 59 anni, secondo quanto Giorgio Vasari riporta nelle Vite.

## Opere
- Madonna col Bambino, quattro angeli e donatori, 1390 ca. (Pinacoteca di Savona)
- polittico con la Madonna col Bambino e Santi per la cappella di San Paolo a Collegalli, presso Montaione oggi in una collezione privata[2] (firmato e datato 1389);
- Giudizio Universale, Inferno, Paradiso, e poi Evangelisti e Virtù cardinali, San Gimignano, Collegiata, controfacciata e pareti attigue (1393);
- polittico per la chiesa di San Francesco a Pisa (1395) (la tavola centrale con la Madonna dell'Umiltà e i laterali con San Giovanni Battista e Sant'Andrea si trovano oggi al Szépművészeti Múzeum di Budapest);
- affreschi con Storie della transito di Maria e Santi nella cappella Sardi Campigli della chiesa di San Francesco a Pisa (1397);
- Madonna col Bambino in trono e Santi (1395), per la Chiesa di San Paolo all'Orto (oggi a Grenoble, Museo di Grenoble);
- Madonna col Bambino (attribuzione), fine XIV secolo, Genova, Basilica di Santa Maria delle Vigne
- San Giovanni Battista, fine XIV secolo, Pisa, Museo Nazionale di San Matteo;
- Bandinaella di San Donnino, tavola con fronte e retro, dalla confraternita di San Donnino, 1395-1397, Pisa, Museo Nazionale di San Matteo;
- Due elementi di polittico con i santi Francesco e Pietro e Paolo e Antonio da Padova, fine XIV secolo-inizio XV secolo, Pisa, Museo Nazionale di San Matteo;
- Polittico con Madonna col Bambino, angeli, santi Caterina d'Alessandria, Michele, Giuliano e Pietro, dalla Chiesa di San Michele in Borgo, fine secolo XIV, Pisa, Museo Nazionale di San Matteo;
- Battesimo di Cristo, Collegiata di Triora (firmato e datato 1397);
- trittico Madonna con Bambino e angeli musicanti, San Giovanni Battista e Sant'Andrea (1400) per l'Oratorio di Santa Caterina della Notte (oggi allo Spedale di Santa Maria della Scala);
- trittico per il Duomo di Montepulciano 1401;
- tavola con San Gimignano e storie della sua vita (1401), San Gimignano, Museo civico;
- San Giovanni Battista, Siena, Museo diocesano d'arte sacra, Oratorio di san Bernardino, Siena 1400-1410;
- polittico per la chiesa di San Francesco al Prato a Perugia (firmato e datato 1403), poi smembrato e oggi conservato alla Galleria Nazionale dell'Umbria (sul recto Madonna col Bambino, Maria Maddalena, Giovanni Battista, Giovanni Evangelista, Caterina d'Alessandria; sul verso San Francesco d'Assisi in gloria calpesta i vizi con i santi Ercolano, Antonio da Padova, Ludovico di Tolosa, Costanzo); gli scomparti della predella si trovano in parte ad Hannover e in parte a Heerenberg;
- Annunciazione, Perugia, Galleria Nazionale dell'Umbria;
- Discesa dello Spirito Santo, Perugia, Galleria Nazionale dell'Umbria (firmata e datata 1403), probabilmente di bottega;
- Natività, Siena, Basilica di Santa Maria dei Servi (1404);
- Adorazione dei pastori, Altenburg, Lindenau-Museum, proveniente dalla basilica di Santa Maria dei Servi in Siena (1404);
- Madonna col Bambino e Angeli, Asciano, Museo di palazzo Corboli
- Madonna "Belverde", Siena, basilica di Santa Maria dei Servi, Siena (1405),
- Affreschi con le Storie della vita della Vergine, Siena, cappella del Palazzo Pubblico (1406-1408);
- Madonna con Bambino, san Nicola di Bari, san Cristoforo, santo Evangelista e santo vescovo, San Gimignano, Museo civico;
- Madonna col Bambino, Colle di Val d'Elsa, Chiesa di Sant'Agostino;
- Polittico con Annunciazione, San Cosma e San Damiano, Transito della Madonna, (firmato, 1409), Siena, Pinacoteca Nazionale;
- Piccola tavola con Crocifissione, Siena, Pinacoteca Nazionale;
- Crocifisso, Siena, Pinacoteca Nazionale, proveniente dall'Ospedale di Santa Maria della Scala;
- Trittico portatile con Madonna col Bambino e santi Antonio Abate, Cristoforo, Caterina d'Alessandria e Francesco, Siena, Pinacoteca Nazionale;
- Tre piccole tavole con Martirio dei Santi Cosma e Damiano, Adorazione dei Pastori e Adorazione dei Magi, Siena, Pinacoteca Nazionale;
- Madonna col Bambino, Avignone, Musée du Petit Palais, 1400 ca.
- affreschi con Uomini famosi dell'antichità, Siena, anticappella del Palazzo Pubblico (1414-1417);
- Incoronazione di Maria Vergine, Tucson, The University of Arizona Museum of Art;
- San Geminiano, Notre Dame (Indiana), The Snite Museum of Art, University of Notre Dame;
- Madonna col Bambino, San Francisco, The Fine Arts Museums of San Francisco;
- Madonna col Bambino in trono, e i santi Ottaviano e Giovanni Battista, Michele Arcangelo e Francesco d'Assisi (firmato, 1411), Volterra, Museo civico;
- Madonna del Popolo, Orte, Museo diocesano d'arte sacra (firmato, 1420);
- San Ludovico di Tolosa, Siena, Museo diocesano d'arte sacra, Oratorio di san Bernardino, proveniente dalla basilica di San Francesco (1408?);
- Due elementi di polittico con i santi Pietro e Paolo, Pisa, Museo Nazionale di San Matteo, fine XIV secolo-inizio XV secolo;

## Galleria d'immagini

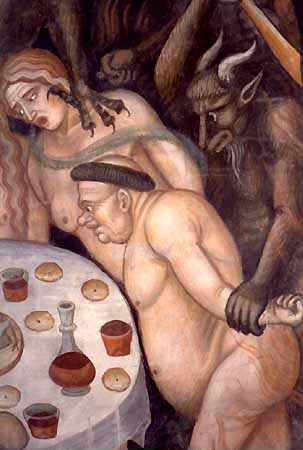
Particolare dell'Inferno, San Gimignano, Collegiata.
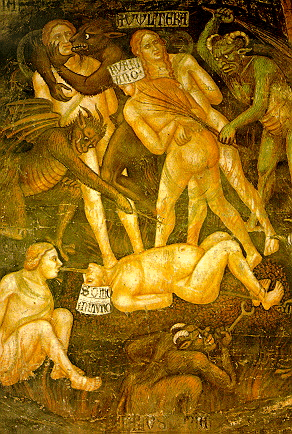
Particolare dell'Inferno, San Gimignano, Collegiata.
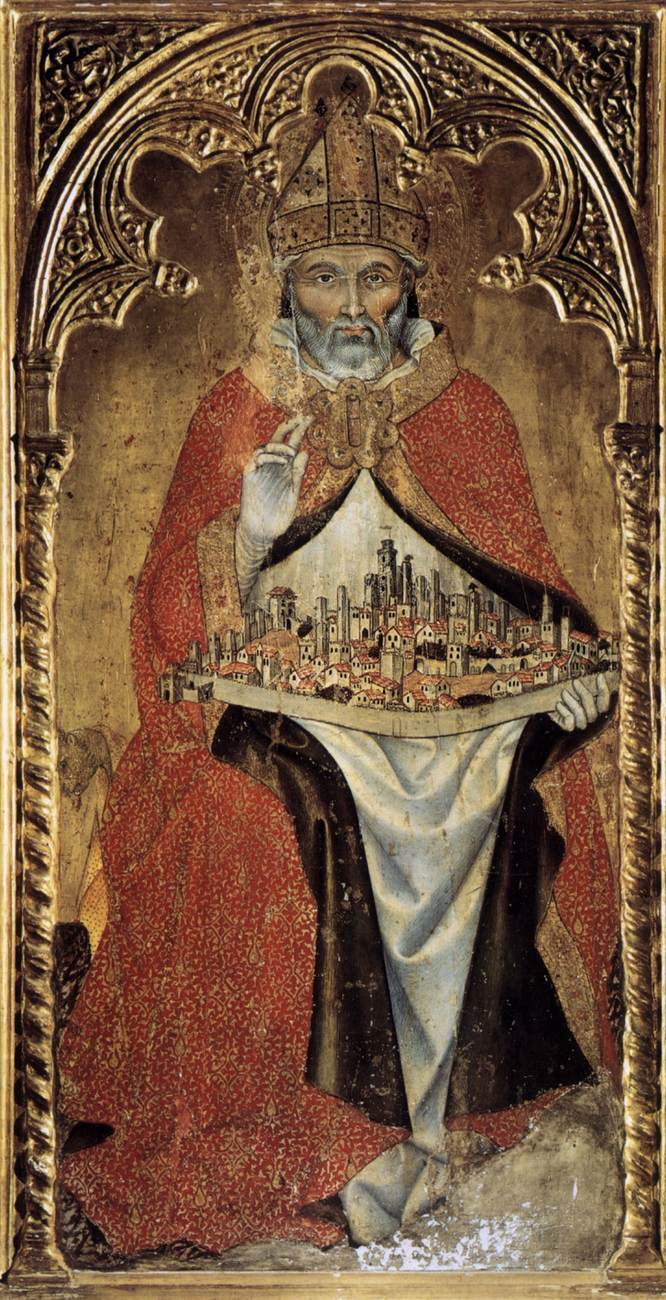
San Gimignano, San Gimignano, Museo Civico, 1391 ca.
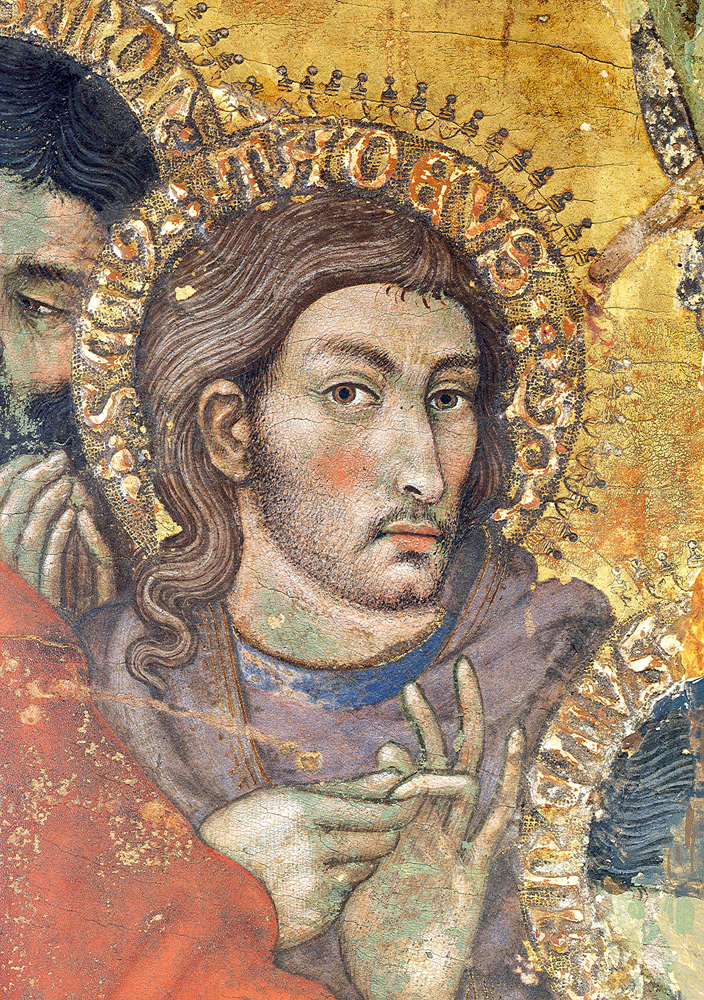
Particolare del polittico di Montepulciano, 1401.
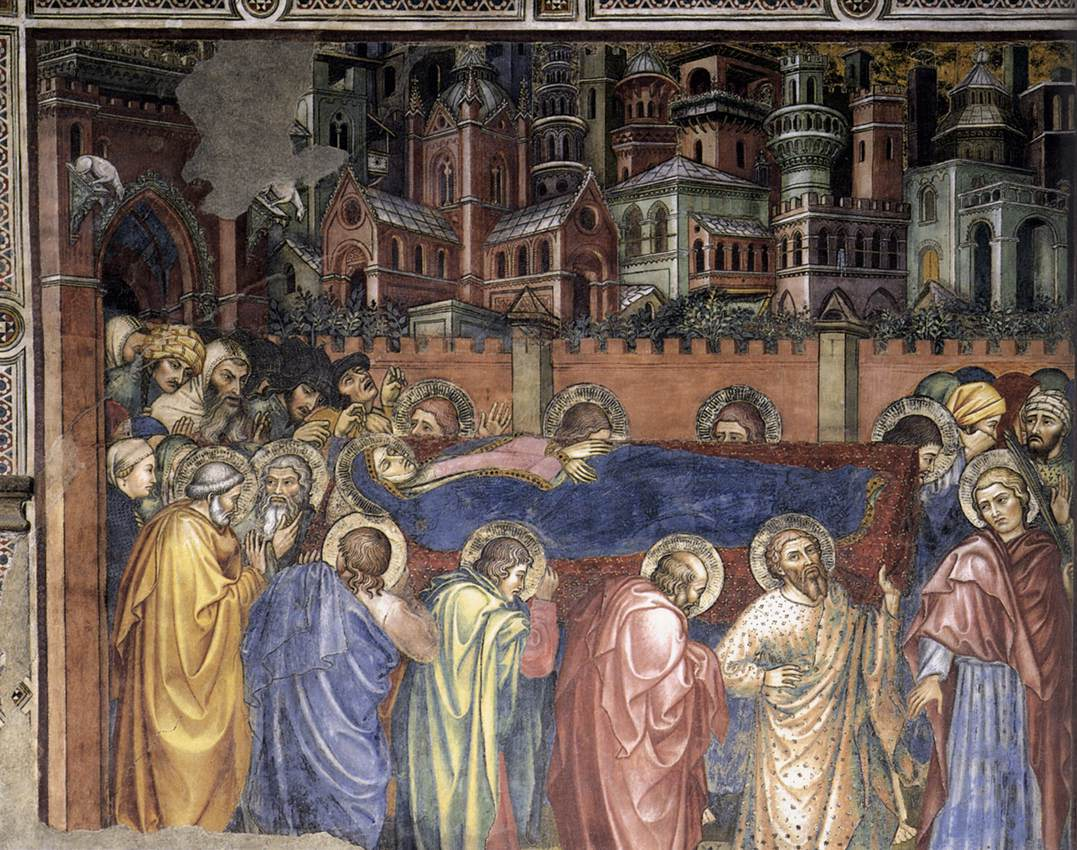
Funerali della Vergine, affresco, cm 320 x 345, Siena, Palazzo Pubblico, 1409
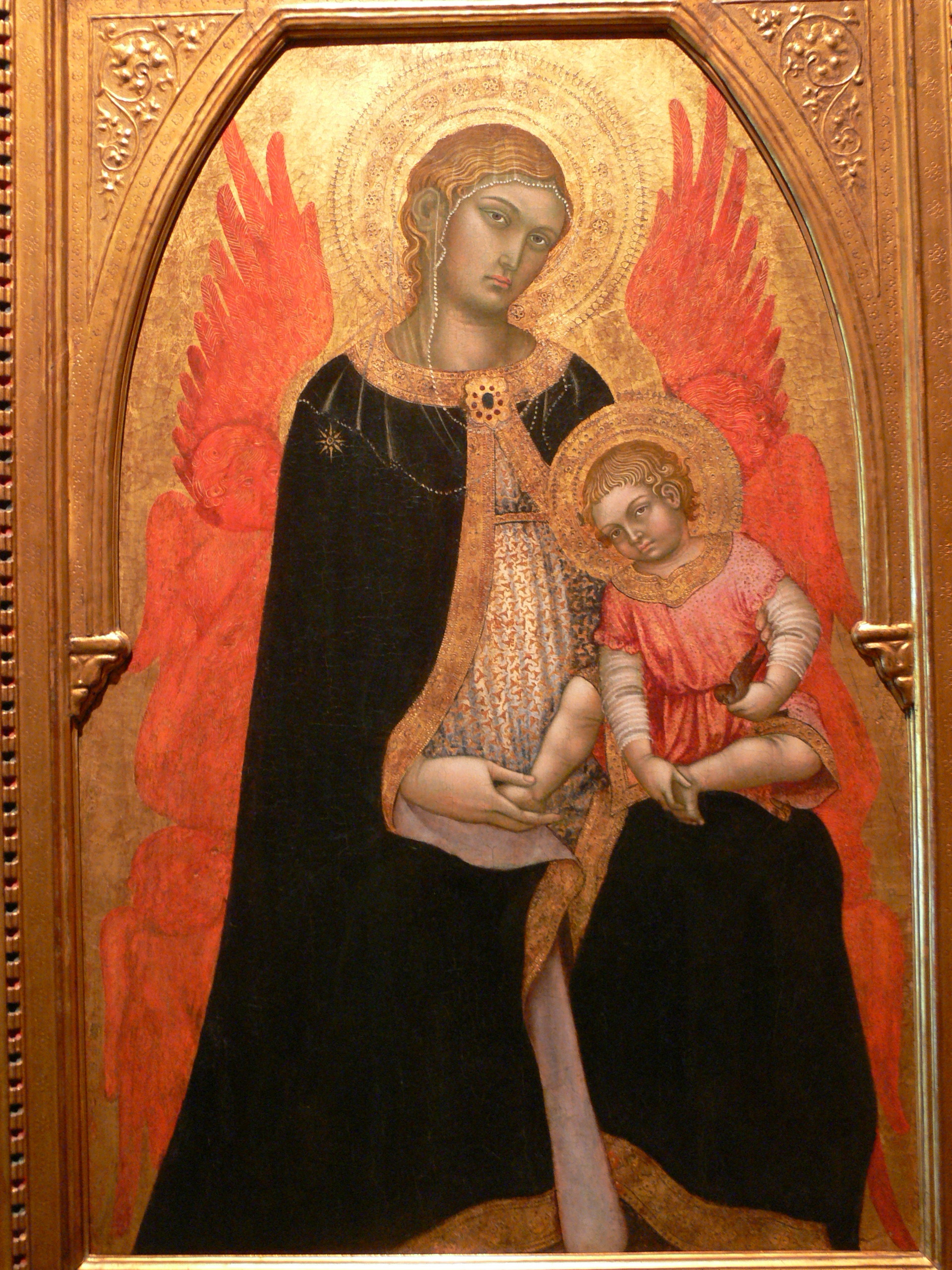
Madonna col Bambino, The Philbrook Museum of Art, 1410
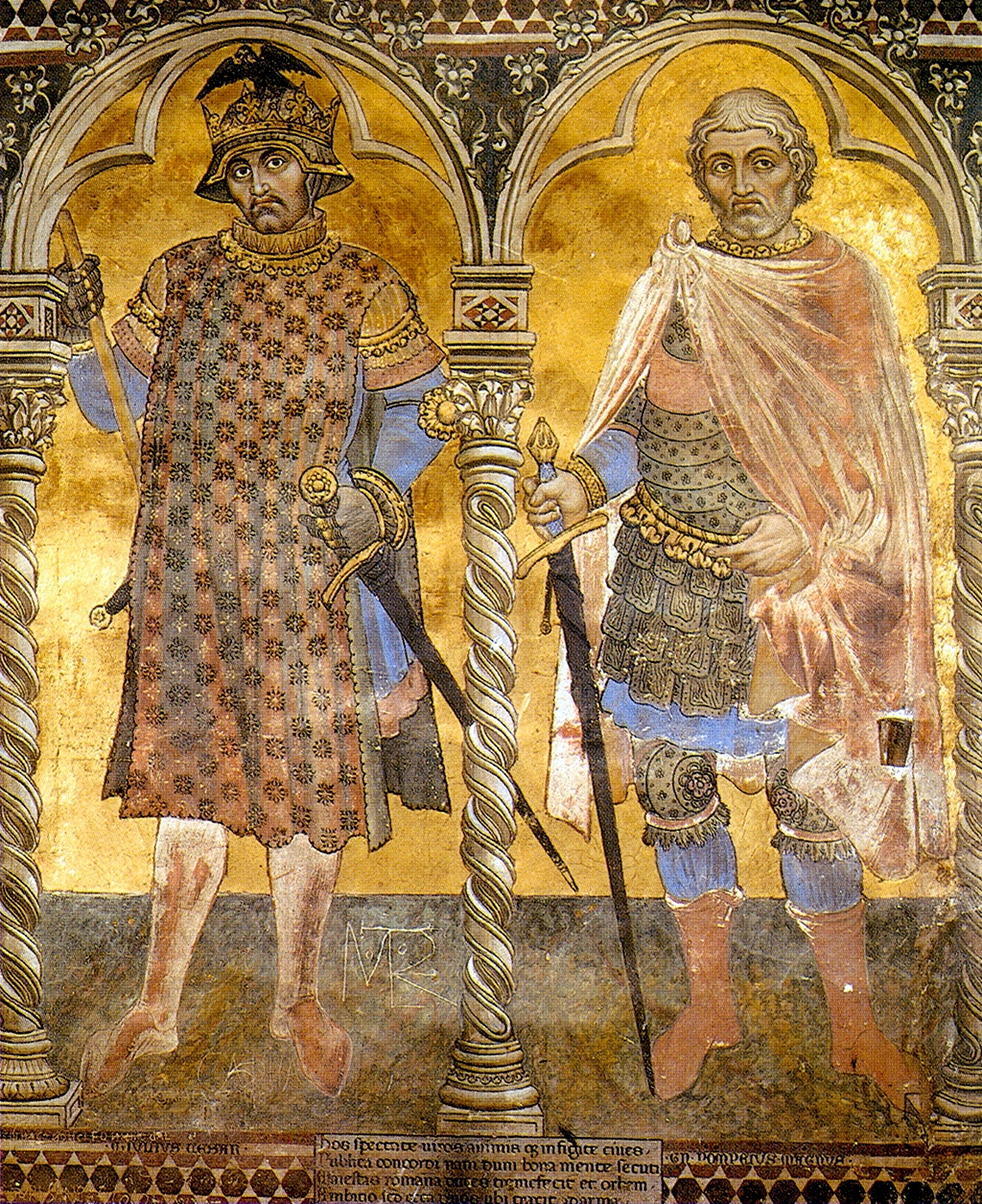
Cesare e Pompeo del ciclo degli Uomini illustri a Palazzo Pubblico di Siena, 1414